# Мария Мургина
Мария Мургина е български икономист, бивш изпълнителен директор на Националната агенция за приходите (2005 – 2009).
През 2011 г. е осъдена на 4 години затвор за престъпления по служба на първа инстанция, но тя обжалва присъдата и към май 2012 г. апелативният съд още не се е произнесъл по делото.

## Биография
Мария Мургина е родена на 7 февруари. Завършва „Управление и планиране на народното стопанство“ в УНСС, София, а по-късно специализира в Канада.
От 1997 г. работи в системата на данъчната администрация. Била е заместник изпълнителен директор на НАП, заместник главен данъчен инспектор, ръководител на проекта за изграждане на Националната агенция за приходите, заместник изпълнителен директор на НАП. В периода 2005 - 2009 г. е изпълнителен директор на НАП.
На 12 февруари 2009 г. подава оставка, след като ДАНС ѝ отнема допуска до класифицирана информация. Тя посочва като мотив за напускането си неизпълнението на плана за данъчните приходи на агенцията за 2008 г. ДАНС и прокуратурата образуват проверки за измами с ДДС в НАП за стотици милиони лева, а Сметната палата – за администрирането на приходи от ДДС в Приходната агенция.
Прокуратурата ѝ повдига 3 обвинения – длъжностно престъпление, данъчни измами и принуда. Според разследващите, освен че са източвали ДДС, Мургина и някои от заместниците ѝ са оказвали натиск върху фирми като са ги подлагали на постоянни данъчни ревизии и проверки. По този начин те се опитвали да убедят бизнесмените да се включат в схемите за отклоняване на част от данъчните вземания. В обвинителния акт е записано, че през юни 2006 г. подсъдимата е нарушила служебните си задължения и дала указания на подчинената си Лидия Андреева да бъдат нанесени промени в ревизионен акт. Така за държавата е настъпила щета в размер на 1 млн. и 320 хил. лв. На 25 януари 2011 г. Софийският градски съд я осъжда на 4 години затвор за престъпление по служба. През 2015 г. Софийския апелативен съд оправдава Мургина по обвинението за принуда и отменя нейната присъда, а на следващата година, решението бива потвърдено от Върховния касационен съд.